# 金勇光
金勇光（김용광，?—），北韓政治家，他最初為茂山郡礦場的經理。2014年1月，他接替韓孝延出任金屬工業部部長。由於韓孝延為張成澤的部下，因此有分析指，金勇光取代韓孝延意味著最高領導人金正恩展開對張氏舊部的清洗。
2014年3月，金勇光在最高人民會議選舉中首次當選為代議員。

## 資料來源
1. ↑  "朝鮮煤炭工業相易人" （页面存档备份，存于） BBC中文網 2014 1 6
2. ↑  .   [2014-04-06]. （原始内容存档于2016-03-05）.